# Strižilo
Strižilo (cyr. Стрижило) – wieś w Serbii, w okręgu pomorawskim, w mieście Jagodina. W 2011 roku liczyła 365 mieszkańców.